# ヒューズ・エア・ウエスト706便空中衝突事故
ヒューズ・エア・ウエスト706便空中衝突事故（Hughes Airwest Flight 706）は、アメリカ合衆国カリフォルニア州で発生した民間航空機と戦闘機が空中衝突した航空事故である。

## 事故の概要
1971年6月6日、ヒューズ・エア・ウエスト706便はロサンゼルス国際空港を現地時間の午後6時02分に離陸した。この便はソルトレイクシティを経由してシアトルを最終目的地とするフライトプランであった。この便はDC-9-31（機体記号：N9345）で運航されており、乗員5人と乗客44人が搭乗していた。
一方のアメリカ海兵隊所属のF-4B ファントムII戦闘機（シリアルナンバー：151458）は、ネバダ州リノ近郊のファロン基地を午後5時16分に離陸した。こちらには乗員2人が搭乗していた。また、カリフォルニアのエルトロ海兵隊基地に向けて有視界飛行していた。

衝突を再現したアニメーション

DC-9が巡航高度33,000フィートにむけて離陸上昇中であった午後6時11分に、15,150フィートで2機は空中衝突した。2機はほぼ直角で衝突しており、F-4Bの垂直尾翼がDC-9の操縦席の左下方を突き破り、右翼が客室を切り裂いてしまった。空中衝突した地点はロサンゼルスのダウンタウンから北東30km離れたサン・ガブリエル山脈上空であった。DC-9はフィッシュキャニオンに激突して大破・炎上したため生存者がいなかった。また、F-4Bのパイロットはキャノピーが外れず機体と運命をともにしたが、同乗していたレーダー迎撃士官はパラシュートで脱出することに成功し、ただ1人の生存者であった。

## 事故原因
事故を調査したNTSBは当初、両機の外部監視と回避操作の怠慢が事故原因ではないかと推論した。
しかし、「旅客機側が外部監視を怠っていた」というNTSBの推論に対して、この706便に乗務していた機長を知る客室乗務員は「彼（機長）はとても用心深い性格で、（外部監視を怠っていたという結果に対して）ニアミス事故の危険性を身を以て理解していた彼らしくなく、ありえない」として否定的な意見を証言した（『メーデー!:航空機事故の真実と真相』において放映された）。実際に、機長自身もこの事故以前に他機とのニアミスに遭遇し、それ以来、副操縦士や同僚たちに周囲の監視を怠らないよう注意を喚起していたためである。
NTSBは最終報告書で、旅客機側は戦闘機を視認できず、たとえ視認したとしても回避操作が時間的に難しかったと結論づけた。これは、相対速度が1,200km/hという高速で接近していたためであった。加えて、当時のDC-9のコックピットの窓枠が太かったことにより、たとえ706便のパイロットたちが周囲を確認していても、接近中のF-4Bが窓枠に隠れてしまい、発見が遅れてしまったことが事故調査で判明している。
NTSBと軍は、アメリカの航空管制には軍と民間の連携システムが存在しないことが事故の原因だとする結論に至り、個別に報告書が作成された。
海兵隊機が民間航空路の位置を知らず、航空管制センターから進入許可を受けないまま空域内に侵入していたこと、F-4Bに装着されていたトランスポンダーが故障していたうえに、酸素供給システムのトラブルのためにF-4Bは通常よりも低い高度を飛行していたこと、そのうえ機上対空レーダーはパイロットの要求で地形探知モードになっており、周辺を飛行する航空機を探知しにくい状態であった。そして、管制レーダーが小型かつ音速で飛行するF-4Bを捉えられなかった上に、管制官も有視界飛行のF-4Bが管制空域に存在していることを認識していなかった。このように連携システムの不備から生じた様々な不幸な要因が事故に直結することになった。
事故の直前にレーダー迎撃士官はパイロットに旅客機がレーダーに写っていると叫んだが、F-4Bは左にロールしており、そのまま衝突した。一方のDC-9のパイロットたちもF-4Bの存在に気付いておらず、たとえ発見しても回避動作を行なうには手遅れだったと指摘されている。

## その後
事故を機に飛行管制規則が改正され、すべての軍用機がレーダー管制を受け、民間航空ゾーンの飛行規制が通知されることとなった。
ヒューズ・エア・ウエストは、1976年に実質的なオーナーだったハワード・ヒューズが亡くなり、1980年にリパブリック航空に売却される形で消滅した。

## この事故を使った作品
- 『メーデー!:航空機事故の真実と真相』第11シーズン第2話「Speed Trap」